# Poisk

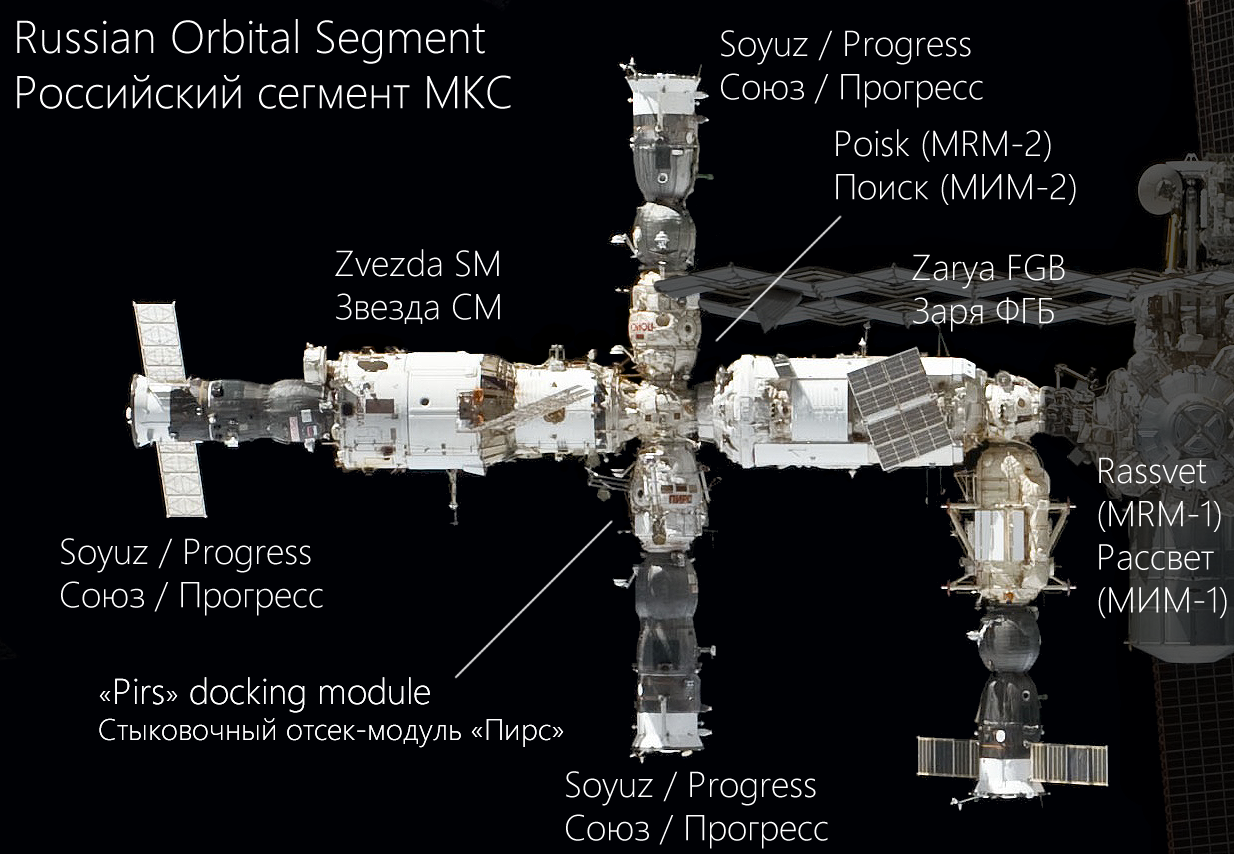
Die Lage von Poisk (MRM-2) im russischen Segment

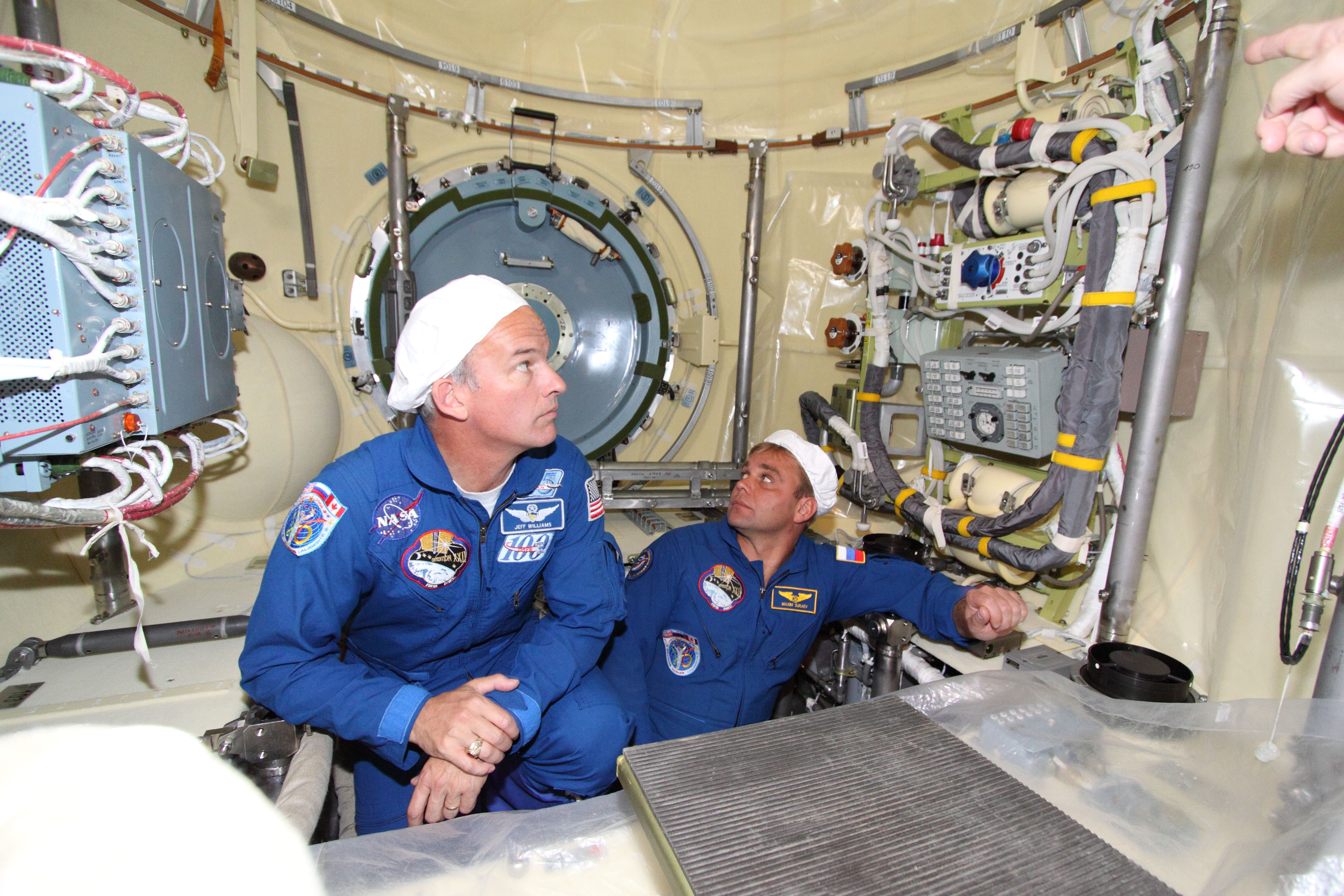
Jeff Williams und Maxim Surajew inspizieren Poisk am Boden.

Poisk (russisch Поиск für Suche) früher Mini-Research Module 2, MRM-2 (russisch Малый исследовательский модуль-2 (МИМ-2) MIM-2, Miniforschungsmodul 2) ist ein Modul der Internationalen Raumstation. Es ist im Prinzip das vorher abgesagte russische Docking Compartment 2 (DC2) und am Zenitport von Swesda angekoppelt. Der Start erfolgte als Teil eines modifizierten Progress-Transporters mit einer Sojus-Rakete. Poisk dient als Koppelmodul für Sojus- und Progress-Raumschiffe und als Luftschleuse für Ausstiege. Es wird aber auch für externe wissenschaftliche Experimente verwendet, daher der ursprüngliche Name. Durch den Ausbau der Station war der Einsatz als Kopplungsadapter notwendig geworden, da sich durch die Verdopplung der ISS-Besatzung seit Mai 2009 immer zwei Sojus-Raumschiffe an der ISS befinden. Das Modul ist der Ersatz für Pirs (DC1), welches durch das Nauka-Modul ersetzt wurde.
Poisk wurde am 10. November 2009 um 14:22 UTC gestartet und hat am 12. November um 15:41 UTC am Modul Swesda angedockt. Am 8. Dezember 2009 um 0:16 UTC wurde das nicht länger benötigte Servicemodul von Poisk abgetrennt und daraufhin kontrolliert zum Absturz gebracht. Damit standen erstmals vier russische Kopplungsadapter auf der ISS zur Verfügung.
Poisk verfügt über zwei Kopplungsstutzen: einen aktiven Kopplungsstutzen vom Typ „SSWP-M 8000“ an dem Ende des Moduls, das an Swesda angedockt ist, sowie einen passiven Kopplungsstutzen vom Typ „SSWP G4000“ an dem gegenübergelegenen Ende, an dem Raumschiffe anlegen können. Poisk fungiert sozusagen als Adapter und bietet damit zusätzlich zu Pirs, Sarja-Nadir (jetzt Rasswet) und dem hinteren Andockstutzen des Swesda-Moduls eine vierte Möglichkeit zum Ankoppeln von Sojus-Raumschiffen und Progress-Frachtern. Vor der Ankopplung von Poisk konnten an der Station nur drei Raumfahrzeuge mit russischen Kopplungsadaptern angekoppelt werden.
Poisk basiert auf dem Progress-M-Raumtransporter, auf dessen Antriebsblock bzw. Servicemodul das eigentliche Modul aufgesetzt ist, welches dem Modul Pirs ähnelt. Es ist 4,91 Meter lang, hat einen maximalen Durchmesser von 2,55 m, ein Innenvolumen von 12,5 Kubikmetern und wiegt etwa drei Tonnen. Es brachte 750 kg Nachschub zur ISS und besitzt zwei nach innen öffnende Luken mit einem Durchmesser von einem Meter, die als Verschluss der Luftschleuse dienen. Gegenwärtig verfügt das Modul mit Strela-1 über einen eigenen Kranarm zur Unterstützung von Forschungs- und Reparaturmaßnahmen.